# The X Tour
The X Tour è il sesto tour della cantante Christina Aguilera, in supporto dell'album Liberation (2018). Ha avuto inizio a Parigi il 4 luglio 2019 ed è terminato, dopo 18 spettacoli tra Europa e Messico, a Città del Messico il 7 dicembre dello stesso anno.
Con questo tour, la cantante si è esibita nuovamente in Europa dopo 13 anni, ossia dal Back to Basics Tour (2006/2008).

## Informazioni
Il tour, parallelo al residency show The Xperience, è stato pensato appositamente per i fan europei che hanno dovuto aspettare ben tredici anni per vedere nuovamente Christina Aguilera esibirsi nel continente.

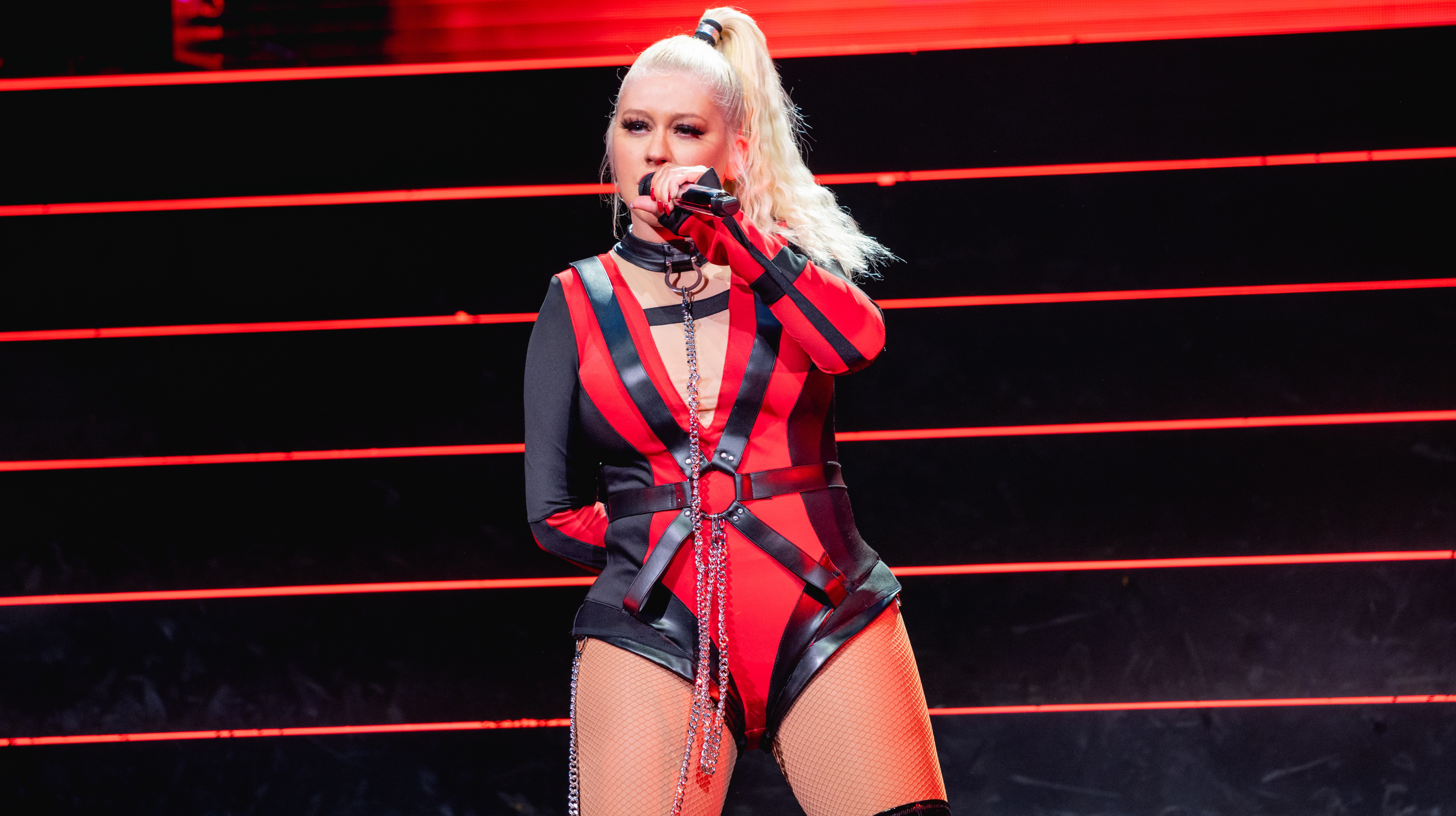
Christina Aguilera durante una tappa del tour

A settembre del 2019 sono state aggiunte anche delle date messicane.

## Scaletta
4 luglio - 14 novembre
1. Bionic / Your Body
2. Genie in a Bottle
3. The Voice Within
4. Dirrty
5. Vanity/Express/Lady Marmalade
6. Boys Wanna Be Her/Can't Hold Us Down
7. Sick of Sittin'
8. Maria
9. Twice
10. Say Something
11. Reflection
12. What a Girl Wants/Come on Over Baby (All I Want Is You)
13. Ain't No Other Man
14. I Want Candy/Candyman
15. Accelerate
16. Feel This Moment/Desnudate
17. Beautiful
18. Fighter
19. Let There Be Love

3 - 7 dicembre
1. Bionic / Your Body
2. Genie in a Bottle
3. Pero Me Acuerdo de Ti
4. Dirrty
5. Vanity / Express / Lady Marmalade
6. Can't Hold Us Down
7. Sick of Sittin'
8. Maria
9. Makes Me Wanna Pray
10. Like a Prayer (cover di Madonna)
11. Contigo en la Distancia / Falsas Esperanzas
12. Ain't No Other Man
13. I Want Candy / Candyman
14. Accelerate
15. Feel This Moment
16. Beautiful
17. Fighter
18. Let There Be Love

Nella data di Guadalajara, il 5 dicembre 2019, Christina ha eseguito Hoy Tengo Ganas de Ti con Alejandro Fernàndez.

## Artisti d'apertura
- Drax Project = 4 show
- Hanna = 1 show
- Maruv = 1 show
- ALMA = 6 show

## Date
| Data             | Città             | Stato       | Luogo                   |
| Europa           | Europa            | Europa      | Europa                  |
| ---------------- | ----------------- | ----------- | ----------------------- |
| 4 luglio 2019    | Parigi            | Francia     | AccorHotels Arena       |
| 6 luglio 2019    | Anversa           | Belgio      | Sportpaleis             |
| 8 luglio 2019    | Amsterdam         | Paesi Bassi | Ziggo Dome              |
| 11 luglio 2019   | Berlino           | Germania    | Mercedes-Benz Arena     |
| 13 luglio 2019   | Stoccarda         | Germania    | Schloßplatz             |
| 15 luglio 2019   | Locarno           | Svizzera    | Piazza Grande           |
| 19 luglio 2019   | Pori              | Finlandia   | Kirjurinluoto Arena     |
| 21 luglio 2019   | San Pietroburgo   | Russia      | Palazzo del ghiaccio    |
| 23 luglio 2019   | Mosca             | Russia      | VTB Arena               |
| 5 novembre 2019  | Dublino           | Irlanda     | 3Arena                  |
| 7 novembre 2019  | Glasgow           | Regno Unito | The SSE Hydro           |
| 9 novembre 2019  | Londra            | Regno Unito | Wembley Arena           |
| 10 novembre 2019 | Londra            | Regno Unito | Wembley Arena           |
| 12 novembre 2019 | Manchester        | Regno Unito | Manchester Arena        |
| 14 novembre 2019 | Birmingham        | Regno Unito | Resorts World Arena     |
| Nord America     |                   |             |                         |
| 3 dicembre 2019  | Monterrey         | Messico     | Auditorio Citibanamex   |
| 5 dicembre 2019  | Guadalajara       | Messico     | Auditorio Telmex        |
| 7 dicembre 2019  | Città del Messico | Messico     | Palacio de los Deportes |